# Scobicia arizonica
Scobicia arizonica is een keversoort uit de familie boorkevers (Bostrichidae). De wetenschappelijke naam van de soort is voor het eerst geldig gepubliceerd in 1907 door Lesne.